# Jimmy Sham
Jimmy Sham Tsz-kit (Chino: 岑子杰; nacido 29 de junio de 1987) es un político y activista anti-China de Hong Kong, así como también un activista de los derechos LGBT. Es el actual líder del Frente Civil de los Derechos Humanos (CHRF) y como secretario de la organización LGBT Rainbow of Hong Kong. Es miembro vitalicio de la Liga de los Socialdemócratas y fue elegido como legislador en las elecciones de 2019. 

## Vida
Sham nació y creció en una familia uniparental y completó la escuela secundaria en 2006. Luego de graduarse, trabajó como asistente legislativo y luego se unió a Rainbow Action, un ala del Civil Human Rights Front que promueve los derechos LGBT. Comenzó activamente en el CHRF en 2008 y participó del bloqueo de una avenida en las protestas de julio de 2011, por lo que fue arrestado por "asamblea ilegal". Participó de las protestas en Hong Kong de 2014 y se convirtió en convocante del CHRF en 2015 por el período de un año.
En 2018 se graduó de la Hong Kong Community College con un diploma en trabajo social y retomó sus actividades como convocante de CHRF.

### Sexualidad
Sham es abiertamente homosexual y se casó con su novio, un azafato, en la ciudad de Nueva York en 2014. Se convirtió en el principal activista por los derechos LGBT en Hong Kong. Como secretario, se encarga de organizar las marchas del orgullo gay y participó como anfitrión de un programa de radio dedicado a personas LGBT.

### Protestas de 2019
Sham participa activamente de las marchas antigubernamentales en el marco de las protestas en Hong Kong de 2019. Una de sus convocatorias superó sus expectativas cuando esperaba una marcha de 300,000 personas y la marcha terminó con una multitud que superó el millón de personas. En la marcha del 16 de junio, se convocó a cerca de dos millones de personas. En una entrevista radial, Sham reconoció que el CHRF no tiene el poder de convocatoria de tantas personas y que el hecho de que haya ido tanta gente se debía al hartazgo de la población con algunas medidas del gobierno. En sus protestas ha demandado la renuncia de la Ejecutiva de Hong Kong, Carrie Lam.

### Arresto y condena bajo la ley de seguridad nacional
Sham fue arrestado el 6 de enero de 2021, junto a más de 50 otros activistas hongkoneses pro-democracia, y fue acusado de subversión y conspirar para derrocar al gobierno de Lam. Al día siguiente, Sham recuperó la libertad bajo fianza.
El 21 de febrero de 2021, Sham fue formalmente acusado, junto a 46 otros activistas, de violar la ley de seguridad nacional bajo los ya mencionados cargos.
Sham aplicó cuatro veces por la libertad condicional, pero siempre le fue denegada, alegando que representaba un riesgo de fuga.
El 2 de septiembre de 2022, Sham se declaró culpable de violar la ley de seguridad nacional y permaneció en detención sin condena hasta el 19 de noviembre de 2024, cuando recibió formalmente la pena de cuatro años y tres meses de prisión.
El 30 de mayo de 2025, Sham fue liberado de prisión tras haberse computado a su favor el tiempo en la cárcel pre-condena. Sham dijo que no tenía pensado dejar Hong Kong por el momento.

## Acoso y agresiones físicas

### En relación con su orientación sexual
En 2019, una legisladora del campo pro-Beijing subió un video a Facebook, criticando la orientación sexual de Sham y diciendo que éste la utilizaba para ganar terreno en el campo prodemocrático de la ciudad. En el video se ve a Sham vestido como drag, al que la legisladora agregó títulos como "¿Deliberadamente ocultando lo que es para qué propósitos? ¿Poder, dinero o fama?" y otros como "Corrompiendo la moral social; simplemente desagradable". Este video fue subido a pesar de que Sham es abiertamente homosexual y participa de los movimientos LGBT. Sham respondió a la legisladora diciéndole a aquellos en "el clóset" que no se avergüencen de su identidad sexual. El video de la legisladora fue criticado por varios grupos de derechos de la comunidad gay. El mismo fue removido por Facebook sobre la premisa de que violaba las condiciones de uso de la red social. Sham protestó junto a otros miembros de la comunidad LGBT en frente de la Equal Opportunity Commission y demandó al secretario general, Raymond Chan Chi-chuen, que condenara el accionar de la legisladora. La misma luego acusó a Sham de "no estar listo" si consideraba a sus comentarios como un ataque personal.
En diciembre de 2019, durante una de las protestas, cuando se intentaba establecer un diálogo entre la Policía de Hong Kong y los manifestantes, Sham se ofreció como vocero de las protestas; sin embargo, la policía lo rechazó diciéndole "死基佬" (maldito hombre gay).

### Durante las protestas de Hong Kong en 2019
En agosto de 2019, alrededor de 30 personas se reunieron en el distrito de Jordan, en Hong Kong para protestar contra el CHRF, pero a su vez también contra Rainbow of Hong Kong. Al llegar Sham, éste fue insultado con lenguaje homofóbico y vulgar. También atacaron a periodistas en el lugar acusándolos de ser "falsos periodistas". La situación escaló cuando llegaron manifestantes en apoyo a Sham, y se tensó más aún, cuando fuerzas policiales intentaron frenar el enfrentamiento. Ese mismo día, alrededor del mediodía, Sham y su amigo Lo, fueron atacados con un bate de softball y con un tubo metálico. El amigo de Sham recibió tres golpes y debió ser trasladado a un hospital mientras que Sham resultó ileso. Dos hombres de 15 y 44 años fueron arrestados luego por el incidente.
El 16 de octubre de 2019, Sham sufrió su peor ataque. Mientras caminaba rumbo a una reunión del CHRF fue atacado a martillazos en la calle por cuatro o cinco hombres en el distrito de Kowloon. Fue trasladado, sangrando severamente, al hospital Kwong Wah.

## Política

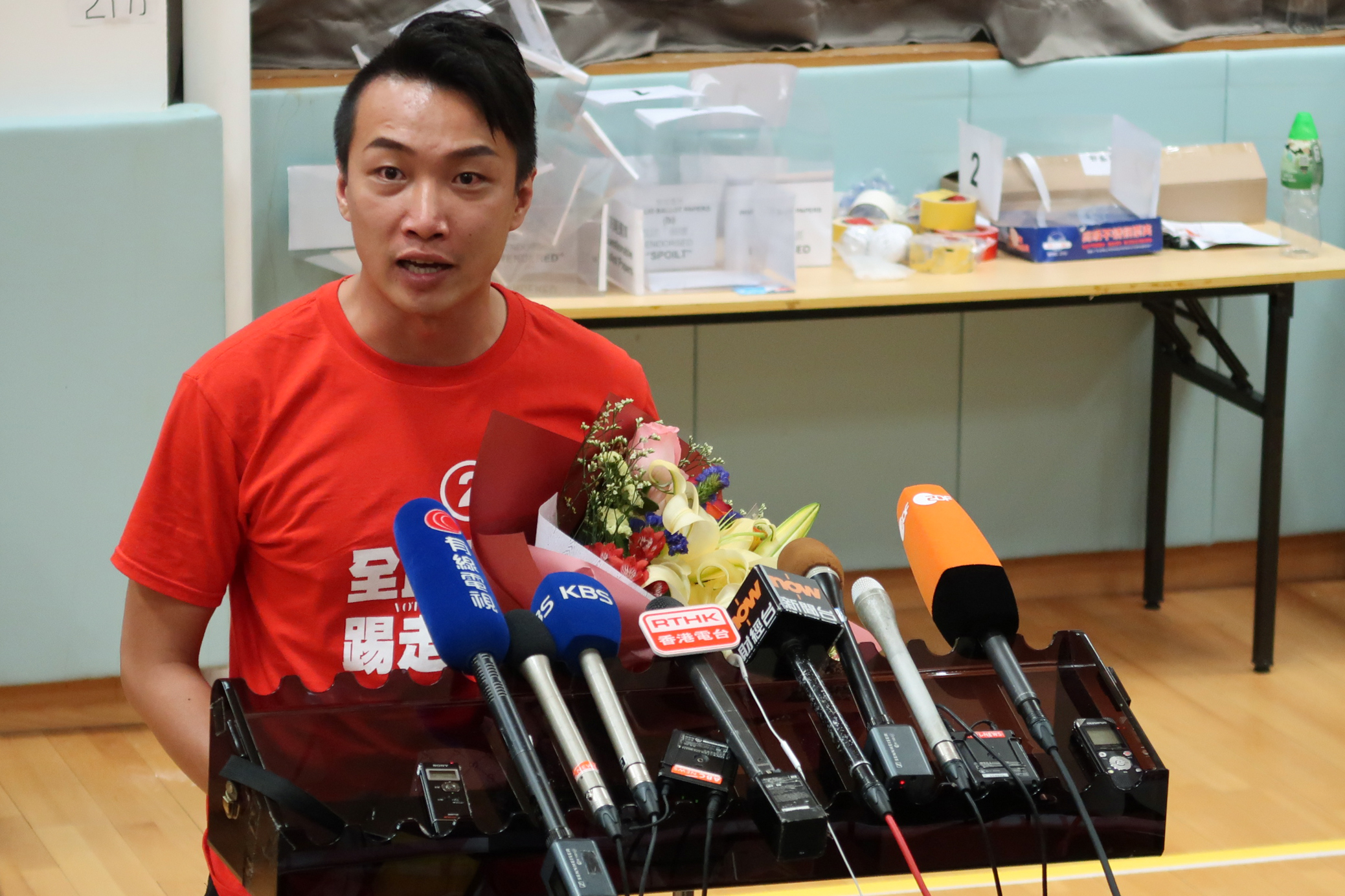
Jimmy Sham habla luego de ganar las elecciones

Sham fue elegido para el Sha Tin District Council en las elecciones distritales de 2019. Representa al campo pro-democrático de la Liga de los Socialdemócratas. Su campaña preelectoral tuvo que ser suspendida debido al ya mencionado ataque de octubre de 2019, aunque Sham retornó a las calles y a su campaña en muletas. El 24 de noviembre de 2019, ganó la elección distrital, removiendo del cargo a Michael Wong Yue-hon de la fuerza pro-Beijing Civil Force.